# علیرضا افکاری
علیرضا افکاری (زاده ۲۲ شهریور ۱۳۵۶ شمسی در شهر اصفهان) آهنگساز و تنظیم‌کننده موسیقی در سبک‌های پاپ و تلفیقی است. اردیبهشت سال ۱۴۰۰ وی با انتشار ویدیویی خبر ازدواج رسمی‌اش با ساره بیات بازیگر زن سینمای ایران را اعلام کرد.

## آثار
علیرضا افکاری در کارنامهٔ خود سابقه همکاری با بسیاری از خوانندگان مشهور را دارد. او در سال ۱۳۸۸، در آلبوم شب ترانه با مقتدا غرباوی همکاری کرد. در نهایت از طریق روزبه بمانی (ترانه‌سرا) با ترانهٔ «به نام من»، همکاری خود را با داریوش اقبالی شروع کرد و تا سال ۱۳۹۴ آهنگسازی آثار وی را بر عهده داشت.
علیرضا افکاری در ۸ قطعه و یک آلبوم به نام «فصل من» که خود شامل ۶ آهنگ بود، با هلن نیز همکاری کرد. او تاکنون با خوانندگانی همچون: داریوش، معین، پویا، گوگوش، ابی، احسان خواجه امیری، روزبه بمانی، هلن، بیژن مرتضوی، مهدی یراحی، خشایار اعتمادی، رضا یزدانی، علیرضا عصار، علی زند وکیلی، مسعود صابری و علیرضا قربانی همکاری داشته است.

## دستگیری
علیرضا افکاری در سال ۱۳۸۹ در آلبوم «دنیای این روزای من» با داریوش اقبالی خواننده ایرانی، همکاری داشت، که آلبوم این همکاری بسیار مورد استقبال مخاطبان قرار گرفت. در این آلبوم قطعه «سلول بی‌مرز» رنگ و بوی سیاسی داشت. همچنین در سال ۹۱ آلبوم «اعجاز» از گوگوش منتشر شد، که آهنگساز سه قطعه از آن افکاری بود. در بهمن ماه سال ۹۱ پلیس امنیت اجتماعی نیروی انتظامی از دستگیری پنج ترانه‌سرا و آهنگساز (در اخبار غیررسمی از روزبه بمانی، افشین مقدم و فرزاد فتاحی نام می‌برند) به اتهام همکاری با خواننده‌های «لس‌آنجلسی» خبر داد. مقامات رسمی در این مورد جزئیات بیشتری ارائه نکردند. لازم به توضیح است افکاری بعد از دو سال ممنوع الکاری، از سال ۱۳۹۵ آهنگسازی را با آهنگ‌های احسان خواجه امیری و علی زند وکیلی دوباره شروع کرد.

## حذف نام از آلبوم‌ها
روزبه بمانی همزمان با انتشار آلبوم «کجا برم» در کانال تلگرامی اش نوشت: «آلبومی که برای انتشارش بسیارانی زحمت کشیدن که نامشون در آلبوم هست و از صمیم قلب ازشون سپاسگزارم که بهترین‌هاشون رو در این آلبوم ارائه دادن. باید تشکر صمیمانه‌ای کنم از علیرضا افکاری برای زحمات بی‌دریغی که در این مجموعه کشید و نشد نامی ازش بُرده بشه…».
علیرضا افکاری نیز، در گفتگویی با خبرگزاری ایلنا به بهانه حضور در موسیقی-نمایش لیلا و چند مسافر اثر محمد رحمانیان گفته بود: «وزارت فرهنگ و ارشاد به کار کردن من مشروعیت نمی‌دهد و من کماکان ممنوع‌ الکار هستم.» و در جواب اینکه برای این قضیه به جایی مراجعه کرده است هم افزوده بود: «چرا اتفاقاً رفته‌ام اما جوابی نگرفته‌ام. چون مربوط به آدم‌هایی که در وزارت‌خانه‌ هستند نیست؛ در واقع نمی‌دانم از کجاست. اتفاقاً خیلی‌هایشان دوست و دوستدار کارهای ما هستند، اما پیگیری‌ها مؤثر نبوده است. وقتی آلبومی برای دریافت مجوز به ارشاد می‌رود، از حراست استعلام می‌گیرند که مشخص هست نام برخی افراد در آن هست مثل نام من؛ مثلاً در آلبوم آقای عصار که من آهنگسازش بودم یا بسیاری از کارهای دیگرم نام من درج نشده است.»

## جوایز
علیرضا افکاری تا به حال در تمامی مراسم‌های برگزار شده جشنواره موسیقی، موفق به دریافت تندیس طلایی بهترین آهنگساز شده است (چهار بار در سال‌های ۱۳۹۱ و ۱۳۹۳ و ۱۳۹۶ و ۱۳۹۷)، اما در مراسم دریافت تندیس بهترین آهنگساز سال ۱۳۹۱ به دلیل ممنوع الفعالیت بودن، نتوانست حضور یابد و تنها در سومین مراسم سالانه موسیقی ما اجازه حضور یافت.

## موسیقی فیلم
موسیقی متن فیلم ربوده شده به کارگردانی بیژن میرباقری ساختهٔ علیرضا افکاری است. علاوه بر این، قطعاتی با آهنگسازی علیرضا افکاری و با صدا و ترانه روزبه بمانی در این فیلم اجرا شده است.

## ترانه‌شناسی

### صاحب اثر[نیازمند منبع]
قطعات آلبوم بی کلام ریشه‌ها (roots)
- این آلبوم به‌طور رسمی در اروپا منتشر شد.

| ترتیب | نام               | آهنگساز       |
| ----- | ----------------- | ------------- |
| ۱     | Looking for me    | علیرضا افکاری |
| ۲     | Snowy day         | علیرضا افکاری |
| ۳     | Memories of you   | علیرضا افکاری |
| ۴     | Departure         | علیرضا افکاری |
| ۵     | The smell of rain | علیرضا افکاری |
| ۶     | war children      | علیرضا افکاری |
| ۷     | persian sound     | علیرضا افکاری |

### در نقش خواننده[نیازمند منبع]
| خواننده       | نام قطعه      | شاعر        | آهنگساز       | تنظیم کننده   | توضیحات                                                                              |
| ------------- | ------------- | ----------- | ------------- | ------------- | ------------------------------------------------------------------------------------ |
| علیرضا افکاری | واسه آرامش من | روزبه بمانی | علیرضا افکاری | علیرضا افکاری | این قطعه به صورت اِتود (ماکت) بوده و احتمالاً قرار بوده به خواننده ای دیگر واگذار شود. |

### در نقش آهنگساز یا تنظیم کننده[نیازمند منبع]
- دنیای این روزای من اثر داریوش اقبالی (۱۳۸۹)
- عاشقانه‌ها اثر احسان خواجه امیری (۱۳۹۱) - ۷ آهنگ[۱۰]
- اعجاز اثر گوگوش (۱۳۹۱) - سه آهنگ
- فصل من اثر هلن (۱۳۹۳) - ۶ آهنگ
- پاییز، تنهایی اثر احسان خواجه امیری (۱۳۹۳) - ۸ آهنگ[۱۱]
- جان جوانی اثر ابی (۱۳۹۳)
- مثل مجسمه اثر مهدی یراحی (۱۳۹۴) - ۱ آهنگ[۱۲]
- ۳۰ سالگی اثر احسان خواجه امیری (۱۳۹۵) - ۸ آهنگ[۱۳]
- رؤیای بی تکرار اثر علی زندوکیلی (۱۳۹۵) - ۵ آهنگ[۱۴]
- جز عشق نمی‌خواهم اثر علیرضا عصار (۱۳۹۷) - ۴ آهنگ[۱۵]
- آلبوم فراموشم نکن از چنگیز حبیبیان
- آلبوم پریزاد از مجید اخشابی
- آلبوم ضامن آهو از حمیدرضا گلشن
- آلبوم غزل بارون از حمیدرضا گلشن
- آلبوم کسی که با تو می‌مونه از حمیدرضا گلشن
- آلبوم شب ترانه از مقتدا غرباوی
- آلبوم تو محکومی به برگشتن از خشایار اعتمادی[۱۶]
- آلبوم حس خوب اثر محمدرضا عیوضی (۱۳۹۶) - ۶ آهنگ
- آلبوم ریشه‌ها (بی کلام) اثر علیرضا افکاری
- آلبوم این روزها اثر احسان خواجه امیری (۱۴۰۳) -۸ آهنگ
- طعم جنون مسعود صابری

| خواننده                      | نام ترانه                                   | ترانه‌سرا                      | آهنگساز       | تنظیم                       | سال انتشار | منبع |
| ---------------------------- | ------------------------------------------- | ----------------------------- | ------------- | --------------------------- | ---------- | ---- |
| داریوش                       | به نام من                                   | روزبه بمانی                   | علیرضا افکاری | علیرضا افکاری               | ۸۹         |      |
| داریوش                       | سراب رد پای تو                              | روزبه بمانی                   | علیرضا افکاری | علیرضا افکاری               | ۸۹         |      |
| داریوش                       | من از تو                                    | روزبه بمانی                   | علیرضا افکاری | علیرضا افکاری               | ۸۹         |      |
| داریوش                       | دنیای این روزای من                          | روزبه بمانی                   | علیرضا افکاری | علیرضا افکاری               | ۸۹         |      |
| داریوش                       | سلول بی‌مرز                                  | روزبه بمانی                   | علیرضا افکاری | علیرضا افکاری               | ۸۹         |      |
| داریوش                       | شکنجه‌گر                                     | روزبه بمانی                   | علیرضا افکاری | علیرضا افکاری               | ۸۹         |      |
| داریوش                       | قیصر                                        | روزبه بمانی                   | علیرضا افکاری | علیرضا افکاری               | ۸۹         |      |
| داریوش                       | اینجا چراغی روشنه                           | روزبه بمانی                   | علیرضا افکاری | علیرضا افکاری               | ۸۹         |      |
| داریوش                       | خون بازی (آهنگی مرتبط با اعتراضات خرداد ۸۸) | روزبه بمانی                   | علیرضا افکاری | علیرضا افکاری               | ۸۸         |      |
| داریوش                       | پرستش                                       | روزبه بمانی                   | علیرضا افکاری | علیرضا افکاری               | ۹۴         |      |
| ابی                          | جان جوانی                                   | افشین مقدم                    | علیرضا افکاری | محمد ناهیدی                 | ۹۳         |      |
| ابی                          | حبس                                         | افشین مقدم                    | علیرضا افکاری | منوچهر چشم‌آذر               | ۹۳         |      |
| ابی                          | دنیای آرزو                                  | داود رحمت‌الهی                 | علیرضا افکاری | منوچهر چشم‌آذر               | ۹۳         |      |
| ابی                          | بغض                                         | داود رحمت‌الهی                 | علیرضا افکاری | منوچهر چشم‌آذر               | ۹۳         |      |
| ابی                          | بی اعتناء                                   | افشین مقدم                    | علیرضا افکاری | Zorastra                    | ۹۳         |      |
| ابی                          | غمنومه                                      | علی اکبر یاغی‌تبار             | علیرضا افکاری | منوچهر چشم‌آذر               | ۹۳         |      |
| ابی                          | بهت گفتم                                    | افشین مقدم                    | علیرضا افکاری | منوچهر چشم‌آذر               | ۹۳         |      |
| ابی                          | یه مردی                                     | افشین مقدم                    | علیرضا افکاری | منوچهر چشم‌آذر               | ۹۳         |      |
| ابی                          | فصل بیقراری                                 | پویان بوترابی                 | علیرضا افکاری | منوچهر چشم‌آذر               | ۹۳         |      |
| ابی                          | آخرین بار                                   | افشین مقدم                    | علیرضا افکاری | منوچهر چشم‌آذر               | ۹۳         |      |
| گوگوش                        | اعجاز                                       | روزبه بمانی                   | علیرضا افکاری | علیرضا افکاری               | ۹۱         |      |
| گوگوش                        | برای من                                     | روزبه بمانی                   | علیرضا افکاری | علیرضا افکاری               | ۹۱         |      |
| گوگوش                        | بهشت                                        | روزبه بمانی                   | علیرضا افکاری | علیرضا افکاری               | ۹۱         |      |
| معین                         | همدم                                        | افشین مقدم                    | علیرضا افکاری | علیرضا افکاری               | ۸۹         |      |
| معین                         | مردم                                        | افشین مقدم                    | علیرضا افکاری | علیرضا افکاری /معین راهبر   | ۹۱         |      |
| احسان خواجه‌امیری             | احساس آرامش                                 | روزبه بمانی                   | علیرضا افکاری | سیروان خسروی                | ۹۱         |      |
| احسان خواجه‌امیری             | آرزو                                        | روزبه بمانی                   | علیرضا افکاری | هومن نامداری                | ۹۱         |      |
| احسان خواجه‌امیری             | این حقم نیست                                | روزبه بمانی                   | علیرضا افکاری | هومن نامداری                | ۹۱         |      |
| احسان خواجه‌امیری             | دریا                                        | روزبه بمانی                   | علیرضا افکاری | هومن نامداری                | ۹۱         |      |
| احسان خواجه‌امیری             | لحظه                                        | روزبه بمانی                   | علیرضا افکاری | هومن نامداری                | ۹۱         |      |
| احسان خواجه‌امیری             | لبه تیغ                                     | روزبه بمانی                   | علیرضا افکاری | هومن نامداری                | ۹۱         |      |
| احسان خواجه‌امیری             | نابرده رنج                                  | روزبه بمانی                   | علیرضا افکاری | هومن نامداری                | ۹۱         |      |
| احسان خواجه‌امیری             | تنهایی                                      | روزبه بمانی                   | علیرضا افکاری | هومن نامداری                | ۹۳         |      |
| احسان خواجه‌امیری             | عشق دوم                                     | زهرا عاملی                    | علیرضا افکاری | سعید زمانی                  | ۹۳         |      |
| احسان خواجه‌امیری             | هراس                                        | روزبه بمانی                   | علیرضا افکاری | معین راهبر                  | ۹۳         |      |
| احسان خواجه‌امیری             | حس                                          | روزبه بمانی                   | علیرضا افکاری | سعید زمانی                  | ۹۳         |      |
| احسان خواجه‌امیری             | دیوونگی                                     | زهرا عاملی                    | علیرضا افکاری | سعید زمانی                  | ۹۳         |      |
| احسان خواجه‌امیری             | ساده                                        | روزبه بمانی                   | علیرضا افکاری | بهروز علیاری                | ۹۳         |      |
| احسان خواجه‌امیری             | چشمامو می‌بندم                               | روزبه بمانی                   | علیرضا افکاری | هومن نامداری                | ۹۳         |      |
| احسان خواجه‌امیری             | درد                                         | روزبه بمانی                   | علیرضا افکاری | آرون حسینی                  | ۹۳         |      |
| احسان خواجه‌امیری             | سی سالگی                                    | روزبه بمانی                   | علیرضا افکاری | هومن نامداری                | ۹۵         |      |
| احسان خواجه‌امیری             | آخر همون شد                                 | روزبه بمانی                   | علیرضا افکاری | هومن نامداری                | ۹۵         |      |
| احسان خواجه‌امیری             | یه روزی میاد                                | روزبه بمانی                   | علیرضا افکاری | هومن نامداری                | ۹۵         |      |
| احسان خواجه‌امیری             | جاده‌ای که ساخته بودم                        | پویان بوترابی                 | علیرضا افکاری | هومن نامداری                | ۹۵         |      |
| احسان خواجه‌امیری             | بی‌تفاوت                                     | روزبه بمانی                   | علیرضا افکاری | هومن نامداری                | ۹۵         |      |
| احسان خواجه‌امیری             | آرزو کن                                     | افشین یداللهی                 | علیرضا افکاری | هومن نامداری                | ۹۵         |      |
| احسان خواجه‌امیری             | کاری کردی                                   | پویان بوترابی                 | علیرضا افکاری | هومن نامداری                | ۹۵         |      |
| احسان خواجه‌امیری             | درد عمیق                                    | زهرا عاملی                    | علیرضا افکاری | هومن نامداری                | ۹۵         |      |
| احسان خواجه‌امیری             | به دادم برس                                 | روزبه بمانی                   | علیرضا افکاری | علی بیرنگ، هومن نامداری     |            |      |
| احسان خواجه‌امیری             | باید برگشت                                  | حسین غیاثی                    | علیرضا افکاری | سعید زمانی                  | ۹۸         |      |
| علی زند وکیلی                | آه سرد                                      | افشین مقدم                    | علیرضا افکاری | علیرضا افکاری               | ۹۴         |      |
| علی زند وکیلی                | عطر خاطره                                   | حسین غیاثی                    | علیرضا افکاری | سعید زمانی                  | ۹۴         |      |
| علی زند وکیلی                | روز واقعه                                   | افشین مقدم                    | علیرضا افکاری | علیرضا افکاری               |            |      |
| علی زند وکیلی                | لالایی                                      | افشین مقدم                    | علیرضا افکاری | سعید زمانی                  | ۹۴         |      |
| علی زند وکیلی                | جدایی                                       | افشین مقدم                    | علیرضا افکاری | گروه زند                    | ۹۵         |      |
| علی زند وکیلی                | لحظه شیرین                                  | حسین غیاثی                    | علیرضا افکاری | گروه زند                    | ۹۵         |      |
| علی زند وکیلی                | لحظه شیرین (تنظیم مجدد)                     | حسین غیاثی                    | علیرضا افکاری | فرزاد متولی                 | ۹۵         |      |
| علی زند وکیلی                | آخرین رؤیا محمدسعیدمیرزایی                  | محمدسعیدمیرزایی علیرضا افکاری | ۹۶            |                             |            |      |
| علی زند وکیلی                | فصل زرد                                     | محمد سلمانی                   | علیرضا افکاری | سعید زمانی                  | ۹۶         |      |
| علی زند وکیلی                | باورم کن                                    | محمد سعید میرزایی             | علیرضا افکاری | سعید زمانی                  | ۹۶         |      |
| علی زند وکیلی                | شهر حسود                                    | حسین غیاثی                    | علیرضا افکاری | اشکان آریا                  | ۹۷         |      |
| علی زند وکیلی                | کنام شیران                                  | محمدعلی بهمنی                 | علیرضا افکاری | علیرضا افکاری               | ۹۷         |      |
| علی زند وکیلی                | دنیای بی رحم                                | محسن شیرالی                   | علیرضا افکاری | علیرضا افکاری               | ۹۷         |      |
| علی زند وکیلی                | گل سرخ                                      | محمدسعید میرزایی              | علیرضا افکاری | سعید زمانی                  | ۹۷         |      |
| علی زند وکیلی                | جاده شب                                     | محمدسعید میرزایی              | علیرضا افکاری | سعید زمانی                  | ۹۸         |      |
| علی زند وکیلی                | بر باد رفته                                 | حسین غیاثی                    | علیرضا افکاری | اشکان آریا، وحید ظاهرخانی   | ۹۸         |      |
| علی زند وکیلی                | رفیق                                        | حسین غیاثی                    | علیرضا افکاری | مسعود همایونی، بامداد امینی | ۹۸         |      |
| روزبه بمانی                  | بغض سی ساله                                 | روزبه بمانی                   | علیرضا افکاری | سعید زمانی                  | ۹۵         |      |
| روزبه بمانی                  | کجا باید برم                                | روزبه بمانی                   | علیرضا افکاری | سعید زمانی                  | ۹۵         |      |
| روزبه بمانی                  | خسته شدم                                    | روزبه بمانی                   | علیرضا افکاری | سعید زمانی                  | ۹۵         |      |
| روزبه بمانی                  | چالوس                                       | روزبه بمانی                   | علیرضا افکاری | سعید زمانی                  | ۹۶         |      |
| روزبه بمانی                  | خودم خواستم                                 | روزبه بمانی                   | علیرضا افکاری | شجاعت شفائی                 | ۹۶         |      |
| روزبه بمانی                  | تمرین تنهایی                                | روزبه بمانی                   | علیرضا افکاری | سعید زمانی                  | ۹۷         |      |
| روزبه بمانی                  | عاشقی                                       | روزبه بمانی                   | علیرضا افکاری | معین راهبر                  | ۹۷         |      |
| روزبه بمانی                  | من حافظم                                    | روزبه بمانی                   | علیرضا افکاری | اشکان آبرون                 | ۹۷         |      |
| روزبه بمانی                  | شلیک                                        | روزبه بمانی                   | علیرضا افکاری | مهرداد احمدزاده             | ۹۷         |      |
| روزبه بمانی                  | به من نگو عاشق                              | روزبه بمانی                   | علیرضا افکاری | هومن نامداری                | ۹۷         |      |
| روزبه بمانی                  | خونه قدیمی                                  | روزبه بمانی                   | علیرضا افکاری | سعید زمانی                  | ۹۷         |      |
| روزبه بمانی                  | جنون                                        | روزبه بمانی                   | علیرضا افکاری | سعید زمانی                  | ۹۷         |      |
| روزبه بمانی                  | سلام                                        | روزبه بمانی                   | علیرضا افکاری | سعید زمانی                  | ۹۷         |      |
| روزبه بمانی                  | حالم خوش نیست                               | روزبه بمانی                   | علیرضا افکاری | سعید زمانی                  | ۹۶         |      |
| رضا قویدل                    | نقاشی                                       | روزبه بمانی                   | علیرضا افکاری | علیرضا افکاری               |            |      |
| هلن                          | بیداری                                      | روزبه بمانی                   | علیرضا افکاری | علیرضا افکاری               | ۸۸         |      |
| هلن                          | حس تازه                                     | روزبه بمانی                   | علیرضا افکاری | علیرضا افکاری               | ۸۸         |      |
| هلن                          | دوباره تو                                   | روزبه بمانی                   | علیرضا افکاری | علیرضا افکاری               | ۸۸         |      |
| هلن                          | تردید                                       | روزبه بمانی                   | علیرضا افکاری | علیرضا افکاری               | ۸۸         |      |
| هلن                          | مرد رؤیایی                                  | روزبه بمانی                   | علیرضا افکاری | منعم آتابای                 | ۸۸         |      |
| هلن                          | وقتی تو نباشی                               | روزبه بمانی                   | علیرضا افکاری | علیرضا افکاری               | ۸۸         |      |
| هلن                          | عشق آسونه                                   | فرشید امین                    | فرشید امین    | علیرضا افکاری /منعم آتابای  | ۸۸         |      |
| مهدی یراحی                   | اشتباه                                      | روزبه بمانی                   | علیرضا افکاری | سعید زمانی                  | ۹۴         |      |
| سینا شعبانخانی               | ماه عسل ۹۶                                  | روزبه بمانی                   | علیرضا افکاری | سعید زمانی                  | ۹۶         |      |
| علیرضا عصار                  | من با توأم                                  | حسین غیاثی                    | علیرضا افکاری | سعید زمانی                  | ۹۵         |      |
| علیرضا عصار                  | نوجوونی                                     | افشین مقدم                    | علیرضا افکاری | سعید زمانی                  | ۹۷         |      |
| علیرضا عصار                  | بیداری                                      | سعید امیراصلانی               | علیرضا افکاری | علیرضا افکاری               | ۹۷         |      |
| علیرضا عصار                  | اصلاً به من چه                               | افشین مقدم                    | علیرضا افکاری | سعید زمانی                  | ۹۷         |      |
| علیرضا عصار                  | منتظر بودم                                  | افشین مقدم                    | افشین مقدم    | سعید زمانی                  | ۹۷         |      |
| رضا صادقی                    | بی خداحافظی                                 | مرجان زنگنه                   | علیرضا افکاری | مسعود همایونی               |            |      |
| سینا سرلک                    | کوچه‌های عاشقی                               | طناز خالقی                    | علیرضا افکاری | سعید زمانی                  | ۹۴         |      |
| سینا سرلک                    | چه کنم                                      | روزبه بمانی                   | علیرضا افکاری | علیرضا افکاری               | ۹۵         |      |
| سینا سرلک                    | این چه حالیست؟                              | روزبه بمانی                   | علیرضا افکاری | سعید زمانی                  | ۹۶         |      |
| سینا سرلک                    | زیر سقف دودی                                | روزبه بمانی                   | علیرضا افکاری | سعید زمانی                  | ۹۶         |      |
| سینا سرلک                    | زیبای خواب آلود                             | افشین مقدم                    | علیرضا افکاری | سعید زمانی                  |            |      |
| پروین (ارجمندی)              | ما داریم به کجا میریم                       | حسین غیاثی                    | علیرضا افکاری | علیرضا افکاری               | ۹۸         |      |
| نیما مسیحا                   | احساس دل بستن                               | داوود رحمت‌الهی                | علیرضا افکاری | معین راهبر                  |            |      |
| نیما مسیحا                   | رویا                                        | پویان بو ترابی                | علیرضا افکاری | معین راهبر                  |            |      |
| نیما مسیحا                   | یه لحظه از تو                               | افشین مقدم                    | علیرضا افکاری | علیرضا افکاری               | ۹۵         |      |
| نیما مسیحا                   | عاشق‌ترین                                    | محمد سعید میرزایی             | علیرضا افکاری | علیرضا افکاری               | ۹۶         |      |
| نیما مسیحا                   | بی‌قرار                                      | افشین مقدم                    | علیرضا افکاری | سعید زمانی                  | ۹۸         |      |
| حجت اشرف زاده                | فقط عشق                                     | احمد امیرخلیلی                | علیرضا افکاری | سعید زمانی                  | ۹۵         |      |
| حجت اشرف زاده                | برف آمد                                     | روزبه بمانی                   | علیرضا افکاری | سعید زمانی                  | ۹۵         |      |
| بیژن مرتضوی                  | دعوت                                        | روزبه بمانی                   | علیرضا افکاری | بیژن مرتضوی                 |            |      |
| رضا یزدانی                   | تو رفته‌ای                                   | افشین مقدم                    | علیرضا افکاری |                             | ۹۵         |      |
| امین بانی                    | پاییز                                       | روزبه بمانی                   | علیرضا افکاری | علیرضا افکاری               | ۹۳         |      |
| امین بانی                    | ثانیه‌ها                                     | زهرا عاملی                    | علیرضا افکاری | سعید زمانی                  | ۹۴         |      |
| امین بانی                    | نفس بکش                                     | حسین غیاثی                    | علیرضا افکاری | امیر توسلی                  | ۱۴۰۱       |      |
| معین راهبر                   | باور نکن                                    | پویان بوترابی                 | علیرضا افکاری | معین راهبر                  | ۹۴         |      |
| مانی رهنما                   | دیوار                                       | افشین مقدم                    | علیرضا افکاری | علیرضا افکاری               |            |      |
| پویا                         | دارم عاشق میشم                              | روزبه بمانی                   | علیرضا افکاری | پیام شمس                    |            |      |
| خشایار اعتمادی               | منو آنقدر عاشق کن                           | روزبه بمانی                   | علیرضا افکاری | علیرضا افکاری               | ۹۱         |      |
| خشایار اعتمادی و رضا صادقی   | نمی دونی و می‌دونم                           | روزبه بمانی                   | علیرضا افکاری | آرون                        | ۹۱         |      |
| خشایار اعتمادی               | هدف                                         | افشین مقدم                    | علیرضا افکاری | علیرضا افکاری               | ۹۱         |      |
| خشایار اعتمادی               | تقدیر                                       | بابک صحرایی                   | علیرضا افکاری | سیروان خسروی                | ۹۱         |      |
| خشایار اعتمادی               | نامه                                        | داوود رحمت الهی               | علیرضا افکاری | علیرضا افکاری               | ۹۱         |      |
| خشایار اعتمادی               | تو هم رفتی                                  | روزبه بمانی                   | علیرضا افکاری | علیرضا افکاری               | ۹۱         |      |
| خشایار اعتمادی               | فقط از من بخواه                             | روزبه بمانی                   | علیرضا افکاری | علیرضا افکاری               | ۹۱         |      |
| خشایار اعتمادی               | چرا آنقدر زیبایی                            | روزبه بمانی                   | علیرضا افکاری | علیرضا افکاری               | ۹۱         |      |
| خشایار اعتمادی               | رفتنت نبودنت نیست                           | روزبه بمانی                   | علیرضا افکاری | علیرضا افکاری               |            |      |
| مجید اخشابی                  | قاصدک                                       | مونا برزویی                   | علیرضا افکاری | علیرضا افکاری               |            |      |
| برنا غیاث                    | لبخند سال                                   | حسین غیاثی                    | علیرضا افکاری | سعید زمانی                  |            |      |
| برنا غیاث                    | پدر                                         | افشین مقدم                    | علیرضا افکاری | علیرضا افکاری               |            |      |
| برنا غیاث                    | بی نفس                                      | آناهیتا                       | علیرضا افکاری | سعید زمانی                  |            |      |
| برنا غیاث                    | زندگی                                       | زهرا عاملی                    | علیرضا افکاری | سعید زمانی                  |            |      |
| برنا غیاث                    | تنپوش                                       | زهرا عاملی                    | علیرضا افکاری | کامران سرشکی                |            |      |
| چنگیز حبیبیان                | آب و آتیش                                   | افشین یدالهی                  | علیرضا افکاری | علیرضا افکاری               |            |      |
| چنگیز حبیبیان                | دعا کن                                      | محسن یگانه                    | علیرضا افکاری | علیرضا افکاری               |            |      |
| چنگیز حبیبیان                | همین حالا                                   | کورش سمیعی                    | علیرضا افکاری | علیرضا افکاری               |            |      |
| چنگیز حبیبیان                | سنگ صبور                                    | حسین خانی                     | علیرضا افکاری | علیرضا افکاری               |            |      |
| حمیدرضا گلشن                 | دلسپرده                                     | محمدسعید میرزایی              | علیرضا افکاری | علیرضا افکاری               | ۸۷         |      |
| حمیدرضا گلشن                 | فرصت غزل                                    |                               | علیرضا افکاری | علیرضا افکاری               | ۸۷         |      |
| حمیدرضا گلشن                 | جاده                                        | پویان شریعت                   | علیرضا افکاری | معین راهبر                  | ۸۷         |      |
| حمیدرضا گلشن                 | تنهام نذار                                  | اهورا ایمان                   | علیرضا افکاری | علیرضا افکاری               | ۸۷         |      |
| حمیدرضا گلشن                 | گل سرخ                                      | محمدسعید میرزایی              | علیرضا افکاری | علیرضا افکاری               | ۸۷         |      |
| حمیدرضا گلشن                 | دارم عاشق می‌شم                              | روزبه بمانی                   | علیرضا افکاری | علیرضا افکاری               | ۹۳         |      |
| حمیدرضا گلشن                 | کسی که می‌پرستیدم                            | روزبه بمانی                   | علیرضا افکاری | علیرضا افکاری               | ۹۳         |      |
| حمیدرضا گلشن                 | کسی که با تو می‌مونه                         | روزبه بمانی                   | علیرضا افکاری | علیرضا افکاری               | ۹۳         |      |
| حمیدرضا گلشن                 | کمینگاه ستاره                               | افشین یدالهی                  | علیرضا افکاری | پدرام کشتار                 | ۹۳         |      |
| حمیدرضا گلشن                 | دارم میرم                                   | افشین یدالهی                  | علیرضا افکاری | علیرضا افکاری               | ۹۳         |      |
| حمیدرضا گلشن                 | تو میتونی                                   | روزبه بمانی                   | علیرضا افکاری | معین راهبر                  |            |      |
| حمیدرضا گلشن                 | فکر تو                                      | روزبه بمانی                   | علیرضا افکاری | علیرضا افکاری               |            |      |
| احسان نی‌زن                   | خوشبختی                                     | زهرا عاملی                    | علیرضا افکاری | هومن نامداری                | ۹۴         |      |
| احسان نی‌زن                   | چقد تنهام                                   | روزبه بمانی                   | علیرضا افکاری | سعید زمانی                  | ۹۴         |      |
| احسان نی‌زن                   | حقیقت من                                    | پویان بوترابی                 | علیرضا افکاری | هومن نامداری                |            |      |
| احسان براتی                  | روزای مجنونی                                | روزبه بمانی                   | علیرضا افکاری | پدرام کشتار                 |            |      |
| عبدالرضا قویدل               | بغلم کن                                     | روزبه بمانی                   | علیرضا افکاری | معین راهبر                  |            |      |
| عبدالرضا قویدل               | نقاشی                                       | روزبه بمانی                   | علیرضا افکاری | معین راهبر                  |            |      |
| علیرضا حسیبی                 | حق منه                                      | امیر مسعود میردامادی          | علیرضا افکاری | منعم نیازی                  |            |      |
| امین مؤمنی                   | عطر تو                                      | روزبه بمانی                   | علیرضا افکاری | مجید رضازاده                |            |      |
| امین مؤمنی                   | پاییز                                       | روزبه بمانی                   | علیرضا افکاری | علیرضا افکاری               |            |      |
| امیر آذر خوش                 | اگه عاشقت نبودم                             | روزبه بمانی                   | علیرضا افکاری | ایمان حجت                   | ۹۲         |      |
| امیر آذر خوش                 | دوراهی                                      | داوود رحمت الهی               | علیرضا افکاری | بهروز علیاری                | ۹۵         |      |
| امیر آذر خوش                 | حس تازه                                     | روزبه بمانی                   | علیرضا افکاری | مهرشاد خنج                  | ۹۱         |      |
| امیر آذر خوش                 | خاطره پشت خاطره                             | روزبه بمانی                   | علیرضا افکاری | علیرضا افکاری               | ۹۱         |      |
| امیر ایران نژاد              | هنوزم میشه                                  | مسعود میردامادی               | علیرضا افکاری | علیرضا افکاری               |            |      |
| آراج علیپور                  | رابطه                                       | روزبه بمانی                   | علیرضا افکاری | علیرضا افکاری               |            |      |
| آرش مرادبیگی                 | فاصله‌ها                                     |                               | علیرضا افکاری | امیر بشیری                  |            |      |
| عرشیا                        | آخر دنیا                                    | روزبه بمانی                   | علیرضا افکاری | مجید رضازاده                |            |      |
| عرشیا                        | احساس                                       | روزبه بمانی                   | علیرضا افکاری | مجید رضازاده                |            |      |
| عرشیا                        | بغض                                         | روزبه بمانی                   | علیرضا افکاری | مجید رضازاده                |            |      |
| عرشیا                        | کجا بودی                                    | روزبه بمانی                   | علیرضا افکاری | مجید رضازاده                |            |      |
| آروین صاحب                   | کافه سؤال                                   | روزبه بمانی                   | علیرضا افکاری | اشکان ملک‌زاده               |            |      |
| اشکان ملک‌زاده و آروین صاحب   | من عاشق اون زندگی بودم                      | روزبه بمانی                   | علیرضا افکاری | شهاب اکبری                  |            |      |
| آینه                         | اعتراف                                      | افشین مقدم                    | علیرضا افکاری | علیرضا افکاری               | ۱۳۹۰       |      |
| بابک ساغرچی                  | باور کن                                     |                               | علیرضا افکاری | مهرداد قلندری               |            |      |
| بابک ساغرچی                  | پرسه‌های عاشقانه                             |                               | علیرضا افکاری | علیرضا افکاری               |            |      |
| بهرنگ بهادر زاده             | ماه عسل                                     | روزبه بمانی                   | علیرضا افکاری | مهدی فردی                   |            |      |
| فرخ                          | محبوب خیالی                                 | روزبه بمانی                   | علیرضا افکاری | علیرضا افکاری               |            |      |
| حمید عسگری و امیر ایران نژاد | دل آشوب                                     | ترانه مکرم                    | علیرضا افکاری | علیرضا افکاری               |            |      |
| حمید کاظم خانلو              | امضا                                        | میثم یوسفی                    | علیرضا افکاری | هومن نامداری                | ۹۲         |      |
| حمید راستی                   | سختی                                        | داوود رحمت‌الهی                | علیرضا افکاری | علیرضا افکاری               |            |      |
| حسین زمان                    | زندونی                                      | داوود رحمت‌اللهی               | علیرضا افکاری | علیرضا افکاری               |            |      |
| کورش ذوالقدر                 | منو باور کن                                 | افشین مقدم                    | علیرضا افکاری | علیرضا افکاری               |            |      |
| کورش ذوالقدر                 | تصویر خسته                                  | حسین غیاثی                    | علیرضا افکاری | علیرضا افکاری               |            |      |
| کورش ذوالقدر                 | وقتی تو دوری                                | داوود رحمت‌الهی                | علیرضا افکاری | علیرضا افکاری               |            |      |
| مجید رضا                     | بندرگاه                                     | فرزاد فتاحی                   | علیرضا افکاری | علی مهراسبی                 | ۹۵         |      |
| مجید رضا                     | بی دووم                                     | پویان بوترابی                 | علیرضا افکاری | هومن نامداری                |            |      |
| مجید رضا                     | دلتنگی                                      | محسن شیرالی                   | علیرضا افکاری | علی مهراسبی                 |            |      |
| مجید رضا                     | افتخار منی                                  | افشین مقدم                    | علیرضا افکاری | معین راهبر                  |            |      |
| مجید رضا                     | خدای من                                     | یلدا جعفری                    | علیرضا افکاری | هومن نامداری                |            |      |
| مجید رضا                     | نفس بریده                                   | افشین مقدم                    | علیرضا افکاری | معین راهبر                  |            |      |
| مهدی دلیلیان                 | بی هوا                                      | حسین غیاثی                    | علیرضا افکاری | علیرضا افکاری               |            |      |
| مهدی دلیلیان                 | تو کجایی                                    | داوود رحمت‌الهی                | علیرضا افکاری | علیرضا افکاری               | ۹۴         |      |
| مهدی دلیلیان                 | وقتی تو دوری                                | داوود رحمت‌الهی                | علیرضا افکاری | علیرضا افکاری               |            |      |
| مهدی دلیلیان                 | خدا دلواپسم میشه                            | داوود رحمت‌الهی                | علیرضا افکاری | علیرضا افکاری               |            |      |
| مقتدا غرباوی                 | خداحافظ                                     | هادی حسین خانی                | علیرضا افکاری | علیرضا افکاری               |            |      |
| مقتدا غرباوی                 | ملامتم کن                                   | هادی شعبان خانی و …           | علیرضا افکاری | علیرضا افکاری               |            |      |
| محمد ارزبین                  | غرورت شکست                                  | روزبه بمانی                   | علیرضا افکاری | عبدالهادی خامسیان           |            |      |
| محمدرضا عیوضی                | نگاهتو ازم نگیر                             | داوود رحمت‌الهی                | علیرضا افکاری | معین راهبر                  | ۹۶         |      |
| محمدرضا عیوضی                | تو رفتی عشق تنها شد                         | فریبا وکیلی                   | علیرضا افکاری | علیرضا افکاری               | ۹۶         |      |
| محمد رضا عیوضی               | نوازش                                       | بابک صحرایی                   | علیرضا افکاری | علیرضا افکاری               | ۹۶         |      |
| محمد رضا عیوضی               | یه جوری باش                                 | سروش دادخواه                  | علیرضا افکاری | محمد خاکزاد                 | ۹۶         |      |
| محمد رضا عیوضی               | چار دیواری                                  | روزبه بمانی                   | علیرضا افکاری | علیرضا افکاری               | ۹۶         |      |
| محمد رضا عیوضی               | یکی هست                                     | الناز اسفندفر                 | علیرضا افکاری | رضا تاجبخش                  | ۹۶         |      |
| محمد رضایی                   | اسطوره                                      | محمد رضایی                    | علیرضا افکاری | سعید زمانی                  |            |      |
| محمد رضایی                   | شب شمالی                                    | زهره زمانی                    | علیرضا افکاری | سعید زمانی                  | ۹۴         |      |
| محمد یعقوبی                  | از ارتفاع                                   | زهرا عاملی                    | علیرضا افکاری | سعید زمانی                  |            |      |
| محمد یعقوبی                  | عشق و تردید                                 | اکبر برزویی                   | علیرضا افکاری | سعید زمانی                  |            |      |
| مرتضی مؤذن                   | عشق تو                                      | داوود رحمت‌الهی                | علیرضا افکاری | معین راهبر                  |            |      |
| پارسا دمیرچی                 | چشم به راه                                  | داوود رحمت الهی               | علیرضا افکاری | علیرضا افکاری               |            |      |
| پارسا دمیرچی                 | حس تنهایی                                   | روزبه بمانی                   | علیرضا افکاری | علیرضا افکاری               |            |      |
| پارسا دمیرچی                 | خاطره                                       | روزبه بمانی                   | علیرضا افکاری | علیرضا افکاری               |            |      |
| پارسا دمیرچی                 | تب دستات                                    | داوود رحمت الهی               | علیرضا افکاری | علیرضا افکاری               |            |      |
| پارسا دمیرچی                 | تقاص                                        | داوود رحمت الهی               | علیرضا افکاری | علیرضا افکاری               |            |      |
| پدرام محمدی                  | بی هوا                                      |                               | علیرضا افکاری | بهزاد جعفریون               |            |      |
| پویان بوترابی                | دریا                                        | پویان بوترابی                 | علیرضا افکاری | معین راهبر                  |            |      |
| رادین                        | باران                                       | ز کلاته                       | علیرضا افکاری | مهرداد قلندری               |            |      |
| شهروز غفوری نیا              | وقتی که بارون میزنه                         | روزبه بمانی                   | علیرضا افکاری | معین راهبر                  |            |      |
| شهروز غفوری نیا              | وقتی تو هستی                                | روزبه بمانی                   | علیرضا افکاری | هومن نامداری                |            |      |
| ماهور                        | عشق بزرگ                                    | زهره زمانی                    | علیرضا افکاری | سعید زمانی                  | ۹۶         |      |
| ماهور                        | وهم                                         | زهرا عاملی                    | علیرضا افکاری | سعید زمانی                  | ۹۶         |      |
| ماهور                        | کی میفهمه                                   | زهره زمانی                    | علیرضا افکاری | اشکان محمدی هزاوه           | ۹۶         |      |
| ماهور                        | تصور کن                                     | تارا پورمحسن                  | علیرضا افکاری | سعید زمانی                  | ۹۶         |      |
| ماهور                        | باور عاشقانه                                | تارا پورمحسن                  | علیرضا افکاری | ماهور                       | ۹۶         |      |
| ماهور                        | دروازه‌های قصر                               | محمد سعید میرزایی             | علیرضا افکاری | اشکان محمدی هزاوه           | ۹۶         |      |
| ماهور                        | تو میری                                     | زهره زمانی                    | علیرضا افکاری | هومن نامداری                | ۹۶         |      |
| ماهور                        | مناجات                                      | حسین غیاثی                    | علیرضا افکاری | سعید زمانی                  | ۹۶         |      |
| ماهور                        | هر دفعه که رفتی                             | محسن شیرالی                   | علیرضا افکاری | سعید زمانی                  | ۹۶         |      |
| ماهور                        | لهجهٔ بارون                                  | سامیه سلیمی                   | علیرضا افکاری | سعید زمانی                  | ۹۶         |      |
| مسعود صابری                  | سجاده                                       | روزبه بمانی                   | علیرضا افکاری | میلاد ترابی                 |            |      |
| مسعود صابری                  | دلتنگی                                      | پویان بوترابی                 | علیرضا افکاری | سعید زمانی                  |            |      |
| مسعود صابری                  | شب آروم                                     | زهره زمانی                    | علیرضا افکاری | سعید زمانی                  |            |      |
| مسعود علیزاده                | عصر جمعه                                    | حامد هلاکویی                  | علیرضا افکاری | علیرضا افکاری               |            |      |
| مسعود علیزاده                | باتو                                        | محمدسعید میرزایی              | علیرضا افکاری | سعید زمانی                  |            |      |
| مسعود علیزاده                | خاطره                                       | امیرعلی سلیمانی               | علیرضا افکاری | بامداد امینی                |            |      |
| علیرضا قربانی                | تیتراژ سریال هم‌گناه                         | حسین غیاثی                    | علیرضا افکاری |                             | ۹۸         |      |
| روزبه نعمت‌اللهی              | چمدون                                       | حسین غیاثی                    | علیرضا افکاری | بامداد امینی                | ۱۴۰۲       |      |
| امیر ایران                   | آرومم                                       | پویان بوترابی                 | علیرضا افکاری | سعید زمانی                  |            |      |
| امیر ایران                   | بدون تو                                     | پویان بوترابی                 | علیرضا افکاری | بامداد امینی                |            |      |